# 岩根 (木更津市)
岩根（いわね）は、千葉県木更津市の町丁。現行行政地名は岩根一丁目から岩根四丁目。郵便番号は292-0061。

## 概要
木更津市北西部の岩根地区に位置し、地区の中心となる町丁である。町丁内にはJR東日本内房線所属の巌根駅がある。

## 地理
北は万石、東は高砂、南は西岩根、南西は江川、西は久津間と接する。

## 地価
住宅地の地価は、2021年(令和3年)の公示地価によれば、岩根4-5-2の地点で、3万3600円/m2となっている。

## 世帯数と人口
2022年（令和4年）4月1日現在の世帯数と人口は以下の通りである。
| 町丁字     | 世帯数  | 人口   |
| ---------- | ------- | ------ |
| 岩根一丁目 | 143世帯 | 251人  |
| 岩根二丁目 | 171世帯 | 293人  |
| 岩根三丁目 | 270世帯 | 490人  |
| 岩根四丁目 | 259世帯 | 527人  |
| 計         | 843世帯 | 1561人 |

## 通学区域
市立小学校・市立中学校及び県立高等学校の通学区域は以下の通りである。
| 丁目       | 番地 | 小学校               | 中学校                 | 高等学校 |
| ---------- | ---- | -------------------- | ---------------------- | -------- |
| 岩根一丁目 | 全域 | 木更津市立岩根小学校 | 木更津市立岩根西中学校 | 第9学区  |
| 岩根二丁目 | 全域 | 木更津市立岩根小学校 | 木更津市立岩根西中学校 | 第9学区  |
| 岩根三丁目 | 全域 | 木更津市立岩根小学校 | 木更津市立岩根西中学校 | 第9学区  |
| 岩根四丁目 | 全域 | 木更津市立岩根小学校 | 木更津市立岩根西中学校 | 第9学区  |

## 施設
- 航空自衛隊木更津分屯地
- 学校法人みどり学園岩根みどり幼稚園
- 巌根駅
- 桃園公園
- 木更津警察署 岩根駅前交番
- 木更津病院
- 岩根四丁目集会所

## 交通

### 鉄道
鉄道は内房線が通っている。所在する駅は、JR東日本内房線の巌根駅である。

### 道路
- 千葉県道235号巌根停車場線